# Matronae Ahinehiae
Die Ahinehiae sind Matronen, die einzig durch eine heute verlorene Inschrift aus Blankenheim, Kreis Euskirchen überliefert sind.

„Matronis / Ahinehiabus / Atticianus / [S]peratus / l(ibens) m(erito)“

Die Inschrift wird besonders beim Matronenbeinamen abweichend gelesen. Clauss-Slaby lesen in der Folge von Géza Alföldy, der der Lesung von Alexander von Wiltheim folgt: Atrenivabus, beziehungsweise modifiziert als Atirienivabus. Gutenbrunner merkt dazu an, dass diese Lesung (die Max Ihm ablehnt) ohne Vergleich noch mit Anbindung zu verwandten Belegen stehen würde. Von ihm stammt die gängige Lesung Ahine(h)iae.
Der germanisch geprägte Name ist möglich dem Stamm *aχa nach zu althochdeutsch aha = „Wasser, Fluss“ zustellbar als Fortsetzung von germanisch *aχwō = „Wasser“ zum indogermanischen Wort *h2ákwah2 = „Wasser“. Der Wortstamm liegt ebenfalls im Matronenbeinamen der Matronae Almaviahenae vor, dem die neuhochdeutschen Belege Ache und Aue entsprechen. Der Name ist topischer Natur und lässt die Ahinehiae als vermutliche Beschützerinnen einer Wasserstelle oder generell als Fluss- oder Wassergottheiten deuten. Sie gehören des Weiteren zu einer Gruppe von Matronen, die als Fluss- und Wassergottheiten gedeutet werden, wie beispielsweise die Ahveccaniae, Fernovineae, Nersihenae, Udravarinehae und Vacallinehae.